# Simone Dinnerstein

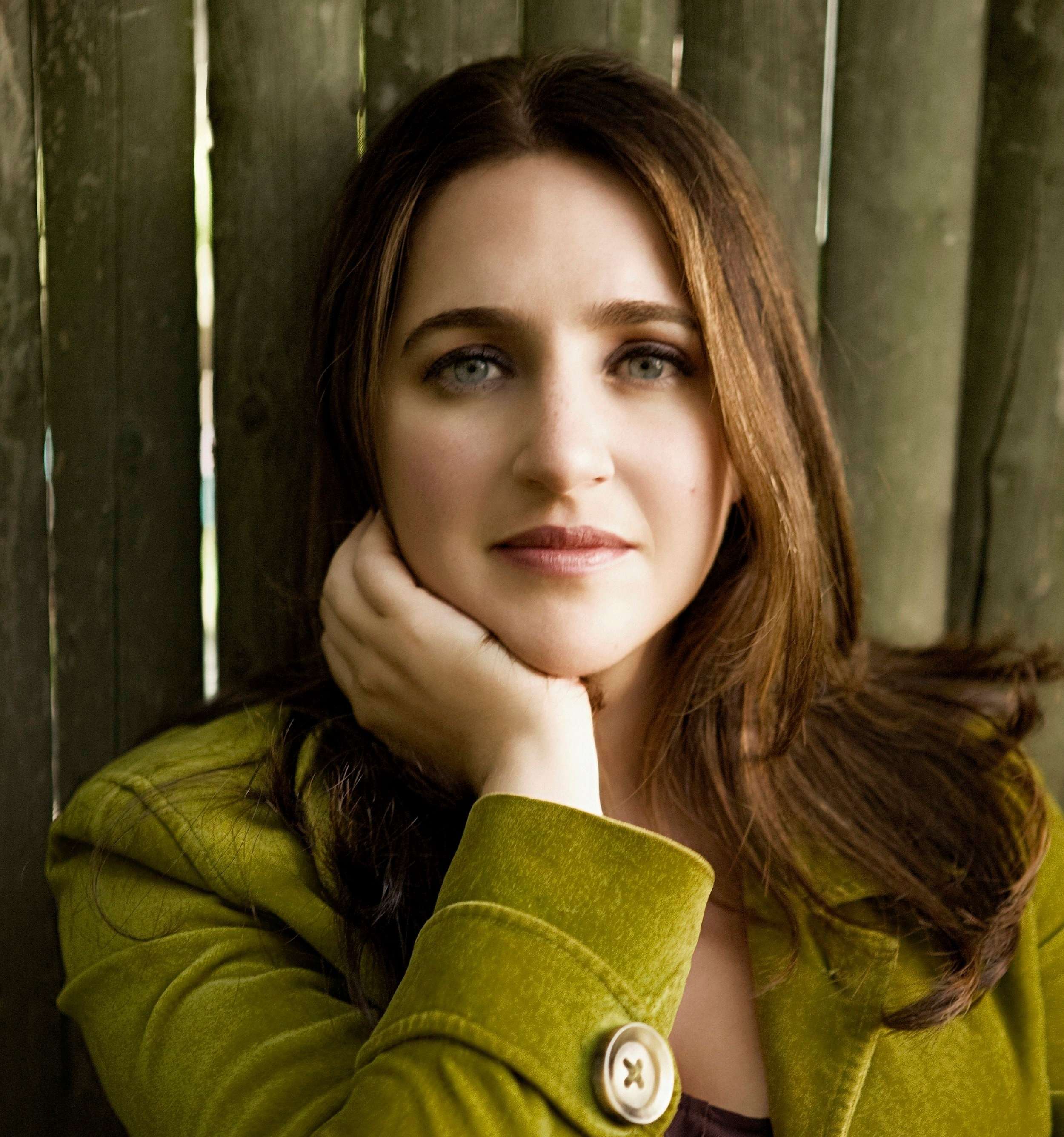
Simone Dinnerstein

Simone Andréa Dinnerstein (* 18. September 1972 in New York) ist eine US-amerikanische Pianistin.

## Leben
Dinnerstein ist eine Tochter des Malers Simon Dinnerstein. Sie studierte an der Manhattan School of Music (Pre-College Programme), u. a. zusammen mit Solomon Mikowsky. Später wechselte sie an die Juilliard School und wurde dort Schülerin des Pianisten Peter Serkin. Mit dessen Unterstützung wurde sie später in London von Maria Curcio als Schülerin angenommen.
In den Jahren 2005 und 2007 trat Dinnerstein als Gastpianistin beim Bard Music Festival am Bard College am Hudson River auf.
Sie lebt zusammen mit Ehemann Jeremy Greensmith und ihrem 2001 geborenen Sohn in Brooklyn.

## Diskographie
- 2012 – Something Almost Being Said: Music of Bach and Schubert, Sony
- 2013 – Night, mit Tift Merritt; Sony
- 2013 – Bach Re-Invited, mit Werken von Daniel Schnyder, Tom Trapp und Gene Pritsker; Absolute Ensemble, Dirigent Kristjan Järvi
- 2015 – Broadway-Lafayette; MDR-Sinfonieorchester, Dirigent Kristjan Järvi; Sony
  - Maurice Ravel, Klavierkonzert G-Dur
  - Philip Lasser, The Circle and the Child: Concerto for Piano and Orchestra
  - George Gershwin, Rhapsody in Blue
- 2017 – Mozart in Havanna; Havana Lyceum Orchestra, Dirigent José Antonio Méndez Padrón 
  - Wolfgang Amadeus Mozart, Klavierkonzert C-Dur KV 467
  - Wolfgang Amadeus Mozart, Klavierkonzert A-Dur KV 488
- 2018 – A Far Cry: Piano Concertos by Bach + Glass; Orange Mou
  - Johann Sebastian Bach, Klavierkonzert g-Moll BWV 1058
  - Philip Glass, Piano Concerto No. 3 (2017)